# Indianaterritoriet

Indianaterritoriet (engelsk: Territory of Indiana) blev skabt ved en lov, som præsident John Adams underskrev den 7. maj 1800, for at danne et organiseret inkorporeret territorium i USA. Territoriet eksisterede fra den 4. juli 1800 til den 11. december 1816, hvorefter den resterende del af territoriet blev optaget i USA som delstaten Indiana. Oprindeligt – ved territoriet tilblivelse i 1800 – udgjorde territoriet ca. 672.940 km2 land, men dets størrelse blev dog løbende reduceret i takt med, at det blev opdelt i flere andre territorier. Således blev Michiganterritoriet (1805) og Illinoisterritoriet (1809) dannet udfra landområder fra det oprindelige Indianaterritorie. Indianaterritoriet var det første nye territorium, som blev skabt udfra lande fra det tidligereNordvestterritorie, som var blevet organiseret i henhold til bestemmelserne i Nordvestbekendtgørelsen fra 1787. Den territoriale hovedstad var oprindeligt bebyggelsen omkring det gamle franske fort Vincennes ved Wabash-floden, indtil Corydon nær Ohio-floden blev gjort til territoriets hovedstad i 1813.
William Henry Harrison – territoriets første guvernør – overvågede traktatforhandlinger med de indfødte indbyggere, som afstod stammeområder til den amerikanske regering. Dette åbnede store dele af territoriet for yderligere bosættelse. I 1809 dannede den amerikanske kongres et tokammer lovgivende organ for territoriet, der omfattede et folkevalgt Repræsentanternes Hus og et lovgivende råd. Derudover begyndte den territoriale regering at planlægge opbyggelsen af et grundlæggende infrastuktursnetværk og uddannelsessystem. Territoriets bestræbelserne på at blive optaget som en delstat i USA blev dog forsinket på grund af krig. I forbindelse med udbruddet af Tecumsehs krig dannede territoriet ramme – og var generelt del af frontlinjen – for flere salg. Heriblandt ledede Harrison en militærstyrke i de indledende kamp ved slaget ved Tippecanoe (1811). Ligeledes ledte han militærstyrker i forbindelse med invasion af Canada under den britisk-amerikanske krig i 1812. Efter at Harrison trådte tilbage som territoriets guvernør, blev Thomas Posey udnævnt til guvernør, omend oppositionspartiet – ledet af kongresmedlem Jonathan Jennings – dominerede indianaterritoriet politiske anliggender i territoriets sidste år.
I juni 1816 blev der afholdt et forfatningskonvent i Corydon, hvor en delstatsforfatning blev vedtaget den 29. juni 1816. Folkevalg blev afholdt i august for at besætte embeder for den nye delstatsregering, de nye embedsmænd blev svoret ind i november, og indianaterritoriet blev opløst. Den 11. december 1816 underskrev præsident James Madison en kongreslov, der formelt optog Indiana som den nittende delstat i USA.

## Yderligere læsning
- Barnhart, John D., and Dorothy L. Riker (1971). Indiana to 1816: The Colonial Period. The History of Indiana. Vol. 1. Indianapolis: Indiana Historical Bureau and the Indiana Historical Society. OCLC 154955.{{cite book}}:  CS1-vedligeholdelse: Flere navne: authors list (link)
- "Indiana Territory". The Indiana Historian.
- Bigham, Darrel, red. (2001). Indiana Territory, 1800-2000: A Bicentennial Perspective. Indianapolis: Indiana Historical Society. ISBN 9780871951557.
- Boomhower, Ray E. (2000). Destination Indiana: Travels Through Hoosier History. Indianapolis: Indiana Historical Society. ISBN 0871951479.
- Buley, R. Carlyle (1950). The Old Northwest: Pioneer Period, 1815-1840. Vol. I and II. Indianapolis: Indiana Historical Society.
- "Indiana Territorial Expenditures, 1800–1816". Indiana Magazine of History.
- Cleaves, Freeman (1939). Old Tippecanoe: William Henry Harrison and His Time. New York: Scribner's.
- "Congressional Record". 1st U.S. Congress. 7. august 1789. s. 50-51. Arkiveret fra originalen 25. januar 2021. Hentet 30. september 2008.
- "Congressional Record". 8th U.S. Congress. 3. marts 1805. s. 331. Arkiveret fra originalen 21. marts 2021. Hentet 10. oktober 2008.
- Cutler, Jervis, and Charles Le Raye (1971). A Topographical Description of the State of Ohio, Indiana Territory, and Louisiana. Arnot Press. ISBN 978-0-405-02839-7.{{cite book}}:  CS1-vedligeholdelse: Flere navne: authors list (link) (Reprint of 1812 edition.)
- Dowd, Gregory Evans (1992). A Spirited Resistance: The North American Indian Struggle for Unity, 1745–1815. Baltimore and London: Johns Hopkins University Press. ISBN 0-8018-4236-0.
- Dunn Jr., Jacob Piatt (1919). Indiana and Indianans. Vol. I. Chicago and New York: The American Historical Society.
- Engleman, Fred L. "The Peace of Christmas Eve". American Heritage.com. Arkiveret fra originalen 2. november 2007. Hentet 2008-05-21.
- Esarey, Logan (1915). A History of Indiana. W. K. Stewart Company.
- Funk, Arville L. (1983). A Sketchbook of Indiana History. Rochester, Indiana: Christian Book Press.
- Gresham, Matilda (1919). Life of Walter Quintin Gresham, 1832-1895. Rand McNally and company.
- Gugin, Linda C., and James E. St. Clair, eds. (2006). The Governors of Indiana. Indianapolis: Indiana Historical Society Press and the Indiana Historical Bureau. ISBN 0-87195-196-7. {{cite book}}: |efternavn= har et generisk navn (hjælp)CS1-vedligeholdelse: Flere navne: authors list (link)
- Haymond, William S. (1879). An Illustrated History of the State of Indiana. S. L. Marrow and Company.
- "Indiana". World Statesmen. Hentet 20. juli 2015.
- "Indiana History Part 2". Northern Indiana Center for History. Arkiveret fra originalen 12. maj 2008. Hentet 9. oktober 2008.
- "Indiana History Part 3". Indiana Center For History. Arkiveret fra originalen 11. maj 2008. Hentet 17. maj 2008.
- "Indiana Territory Boundary Line". Indiana Historical Bureau. Hentet 24. juli 2018.
- "Indiana Territory Festival". Harrison County Tourism Board. Arkiveret fra originalen 17. oktober 2008. Hentet 1. oktober 2008.
- Jackson, Isaac Rand (1840). A Sketch of the Life and Public Services of William Henry Harrison. Columbus, Ohio: I. N. Whiting.
- "Jennings, Jonathan, (1784 - 1834)". Biographical Directory of Congress. U.S. Congress. Hentet 20. juli 2018.
- Kappler, Charles J., ed. (3. november 1804). Treaty with the Sauk and Foxes, 1804. Washington: U.S. Government Printing Office. Arkiveret fra originalen 12. oktober 2008. Hentet 30. september 2008. {{cite book}}: |efternavn= har et generisk navn (hjælp)CS1-vedligeholdelse: Flere navne: authors list (link) 7 Stat., 84. Ratified January 25, 1805, proclaimed February 21, 1805.
- Langguth, A. J. (2006). Union 1812: The Americans Who Fought the Second War of Independence. New York: Simon and Schuster. ISBN 0-7432-2618-6.
- Law, Judge (1858). The Colonial History of Vincennes. Harvey, Mason and Company. (Reproduced 2006)
- Madison, James H. (2014). Hoosiers: A New History of Indiana. Bloomington and Indianapolis: Indiana University Press and the Indiana Historical Society Press. ISBN 978-0-253-01308-8.
- Madison, James H., and Lee Ann Sandweiss (2014). Hoosiers and the American Story. Indianapolis: Indiana Historical Society Press. ISBN 978-0-87195-363-6.{{cite book}}:  CS1-vedligeholdelse: Flere navne: authors list (link)
- Mills, Randy K. Mills (2005). Jonathan Jennings: Indiana's First Governor. Indianapolis: Indiana Historical Society Press. ISBN 978-0-87195-182-3.
- Papers of the Wayne County, Indiana, Historical Society. Vol. 1. 1903. s. 3-11. Hentet 23. juli 2018.
- "Parke, Benjamin". Federal Judicial Center. Hentet 20. juli 2018.
- "Parke, Benjamin, (1777 – 1835)". Biographical Directory of Congress. U.S. Congress. Hentet 20. juli 2018.
- Taylor Jr., Robert M.; Erroll Wayne Stevens (1989). Indiana: A New Historical Guide. Indianapolis: Indiana Historical Society. ISBN 0871950499.
- "Thomas, Jess Burgess, (1777 - 1853)". Biographical Directory of Congress. United States Congress. Hentet 20. juli 2018.
- Woodfill, Roger. "Greenville and Grouseland Treaty Lines". Backsights. Surveyors Historical Society. Hentet 22. juni 2018.
- Woollen, William Wesley (1975). Biographical and Historical Sketches of Early Indiana. Ayer Publishing. ISBN 0-405-06896-4.

## Eksterne links
- Act Creating Indiana Territory, 1800, tekst, Indiana Historical Bureary, Indianapolis
- Act Dividing the Indiana Territory, 1805, tekst, Indiana Historical Bureau
- Act Dividing the Indiana Territory, 1809, tekst, Indiana Historical Bureau
  - Proclamation: Announcing that Indiana Territory Had Passed to the Second Grade, text, Indiana Historical Bureau
  - Other acts concerning the Indiana Territory

38°40′27″N 87°30′58″V / 38.6742°N 87.5161°V